# حضض
الحُضَض أو العُرْقُد أو الأطَد أو العَوْسَج أو اللُسَّاس (باللاتينية: Lycium) جنس نباتي يتبع الفصيلة الباذنجانية.
أتى الاسم من كون النبات خشنا لا تتمكن منه الدابة الراعية فتلُّسه بلسانها لساً.

## الوصف النباتي
جنس جنبات شائكة معمرة، يتراوح ارتفاعها بين 60 سم و250 سم، سوقها متخشبة متعرجة، أوراقها تامة متجمعة في قاعدة سوق قزمية حَوَّلَها الجفاف إلى أشواك.
الزهرة بنفسجية. الثمرة كروية حمراء كثيرة البذور.

## أبرز أنواعه
- العوسج والعوسجة (باللاتينية: Lycium shawii)، وهو نوع ينبت في الوطن العربي ممثلاً للنباتات الباقية من المناخ المداري القديم، ويستعمل وقوداً. تحتوي سوقه وأوراقه وثماره قلوانية من زمرة الليسين (بالإنجليزية: Lycin)‏ والأتروبين وحمض سيان الماء وهي سامة للإنسان والماشية.
- اللساس الضاري أو الإفريقي (باللاتينية: Lycium ferocissimum)

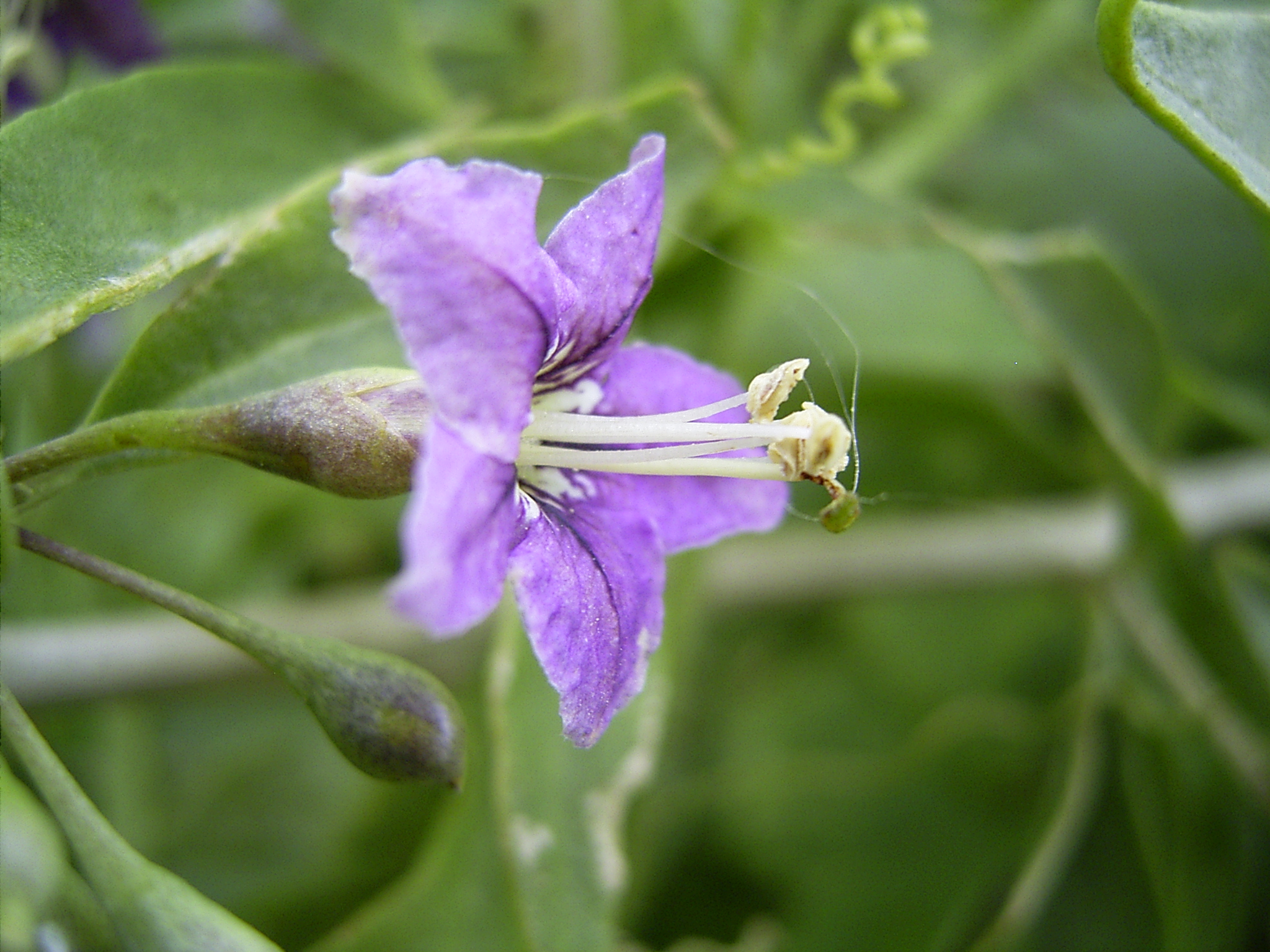
زهرة اللساس الملتحي

- حضض الجزيرة (باللاتينية: Lycium  arabicum)
- حضض أوربي
- حضض شاحب
- حضض روسي
- حضض صيني
- حضض شيلي
- حضض إفريقي